# 东曲街道
东曲街道，是中华人民共和国山西省太原市古交市下辖的一个乡镇级行政单位。

## 行政区划
东曲街道下辖以下地区：
新村街社区、建设路社区、川东社区、青年路社区、义学路社区、汾西苑社区、小峪沟社区、河南社区、铁磨沟社区、长峪沟社区、芦子足村、西岭头村、神堂岩村、许家山村、马连岩村和高五足村。